# Peengea affinis
Peengea affinis är en insektsart som beskrevs av Sunita Bhatti 1990. Peengea affinis ingår i släktet Peengea och familjen pärlsköldlöss.
Artens utbredningsområde är Papua Nya Guinea. Inga underarter finns listade i Catalogue of Life.